# Gavia (zoologia)
Gavia (Gavia J.R. Foster, 1788) è il genere di uccelli a cui appartengono le strolaghe. È l'unico genere vivente della famiglia Gaviidae.

## Descrizione
Le ali delle strolaghe hanno un'apertura di circa 105–150 cm e sono corte e a punta.
Tutte le specie sono ottime volatrici, sebbene l'apparenza possa suggerire l'opposto. Le specie si distinguono in base alla forma e al colore del becco e al piumaggio (quest'ultimo specialmente in abito nuziale). 
La dieta è principalmente piscivora. Sono i migliori uccelli nuotatori dopo i pinguini. La strolaga maggiore può stare in apnea per circa 5 minuti e raggiungere profondità elevate in cerca di cibo.
Le strolaghe possono essere sia stanziali che migratrici.

## Tassonomia
Il genere comprende le seguenti specie e sottospecie viventi:
- Gavia stellata (Pontoppidan, 1763) - strolaga minore
- Gavia arctica (Linnaeus, 1758) - strolaga mezzana 
  - Gavia arctica arctica - strolaga mezzana dell'Artico
  - Gavia arctica viridigularis - strolaga mezzana siberiana
- Gavia pacifica (Lawrence, 1858) - strolaga mezzana del Pacifico
- Gavia immer  (Brünnich, 1764) - strolaga maggiore
- Gavia adamsii (G.R.Gray, 1859) - strolaga beccogiallo

### Specie fossili
- Gavia brodkorbi †; Howard, 1978
- Gavia concinna †; Wetmore, 1940 = Gavia palaeodytes †; Wetmore, 1943
- Gavia egeriana †; Svec, 1982
- Gavia fortis †; Olson & Rasmussen, 2001
- Gavia howardae †; Brodkorb, 1953
- Gavia moldavica †; Kessler, 1984
- Gavia paradoxa †; Umanskaja, 1981
- Gavia schultzi †; Mlíkovsky, 1998